# Charles de Morny
Charles Auguste Louis Joseph de Morny, I duca di Morny (Saint-Maurice, 17 settembre 1811 – Parigi, 10 marzo 1865), era il figlio naturale di Hortense de Beauharnais (moglie di Luigi Bonaparte e regina d'Olanda), e perciò fratellastro dell'imperatore Napoleone III di Francia, e di Charles Joseph, conte de Flahaut, figlio naturale dello statista francese Talleyrand e di Adelaïde Émilie Filleul, figlia illegittima del re Luigi XV.

## Biografia

### Infanzia
Nacque in Svizzera il 17 settembre 1811, ma nel suo certificato anagrafico, palesemente falso, compare la data del 23 ottobre 1811 con località Parigi e padre Auguste Jean Hyacinthe Demorny, un presunto proprietario terriero di Santo Domingo. Demorny era infatti un ufficiale dell'esercito prussiano e un nativo di Santo Domingo, anche se non possedeva terra lì o altrove.
Suo padre, Charles de Flahaut, era il figlio naturale dello statista francese Talleyrand e di Adelaïde Émilie Filleul, una figlia illegittima di re Luigi XV. Sua madre, Ortensia di Beauharnais, era la figliastra di Napoleone Bonaparte e la moglie separata di Luigi Bonaparte.

### Educazione e carriera militare
Fu educato da sua nonna, Adelaide Filleul. Dopo una brillante carriera scolastica e universitaria, Charles ricevette una commissione nell'esercito e l'anno successivo entrò nel personale del collegio. Il Conte di Morny, come era chiamato con una finzione cortese, servì in Algeria tra il 1834 e il 1835 come aiutante di campo del generale Camille Alphonse Trézel, al quale salvò la vita sotto le mura di Costantina.

### Carriera imprenditoriale
Quando ritornò a Parigi nel 1838, si assicurò una solida posizione nel mondo del lavoro attraverso la fondazione di un'importante industria della barbabietola da zucchero a Clermont-Ferrand nell'Alvernia e scrivendo un opuscolo Sur la question des sucres nel 1838. In questa e in altre speculazioni redditizie fu aiutato dalla sua amante Fanny Mosselman, la bella e ricca moglie dell'ambasciatore belga, il conte Charles Aimé Joseph Le Hon. All'epoca c'erano ben poche grandi imprese commerciali a Parigi in cui non avesse un diretto interesse. Il Conte e la signora Mosselman ebbero una figlia, Louise Le Hon (15 luglio 1838 – 9 febbraio 1931), che sposò a Parigi l'11 giugno 1856 Stanislaus August Friedrich Joseph Telemach Luci, in seguito Poniatowski. Uno dei loro discendenti è la giornalista messicana Elena Poniatowska.

### Carriera politica

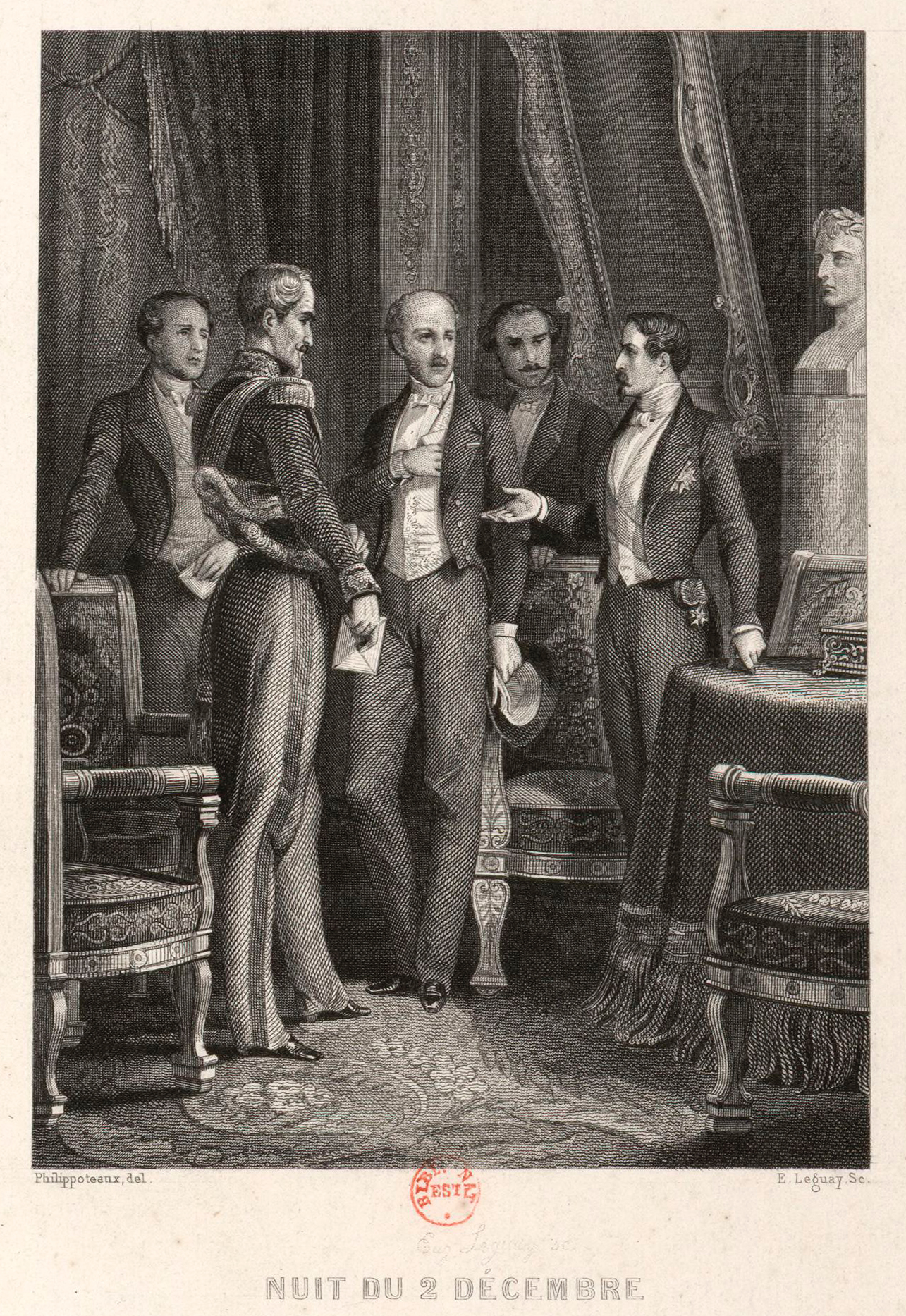
Luigi Napoleone Bonaparte, il Conte di Morny ed altri dignitari la notte del coup d'état del 2 dicembre 1851

Anche se fu deputato per Clermont-Ferrand dal 1842 in poi, non assunse in un primo momento nessun ruolo importante nella politica di partito, ma veniva ascoltato per quanto riguardava le questioni industriali e finanziarie. Sostenne il governo di Luigi Filippo, perché la rivoluzione minacciava i suoi interessi commerciali, ma prima dei moti del 1848, per i quali fu temporaneamente rovinato, egli considerò la conversione alla causa legittimista rappresentata dal Conte di Chambord. Il suo atteggiamento era espresso dal motto con cui si dice che abbia risposto ad una signora che chiedeva cosa avrebbe fatto se la Camera fosse stata "spazzata via". "Spaziare me stesso sul lato del manico della scopa". Fu ammesso nella cerchia intima del suo fratellastro Luigi Napoleone e contribuì a progettare il coup d'état del 2 dicembre 1851, all'indomani del quale fu nominato a capo del ministero degli interni.
Dopo due mesi di mandato, durante il quale mostrò moderazione politica e tatto, si dimise dall'incarico, apparentemente perché disapprovava la confisca dei beni degli Orléans, ma in realtà perché Napoleone, influenzato dai rivali di Morny, risentiva la sua pretesa di un posto privilegiato nel governo come membro della famiglia Bonaparte. Riprese quindi le sue speculazioni finanziarie. Quando nel 1854 l'Imperatore lo nominò presidente del Corps Législatif, posizione che ricoprì per il resto della sua vita, usò il suo rango ufficiale per favorire i propri piani.

### Matrimonio

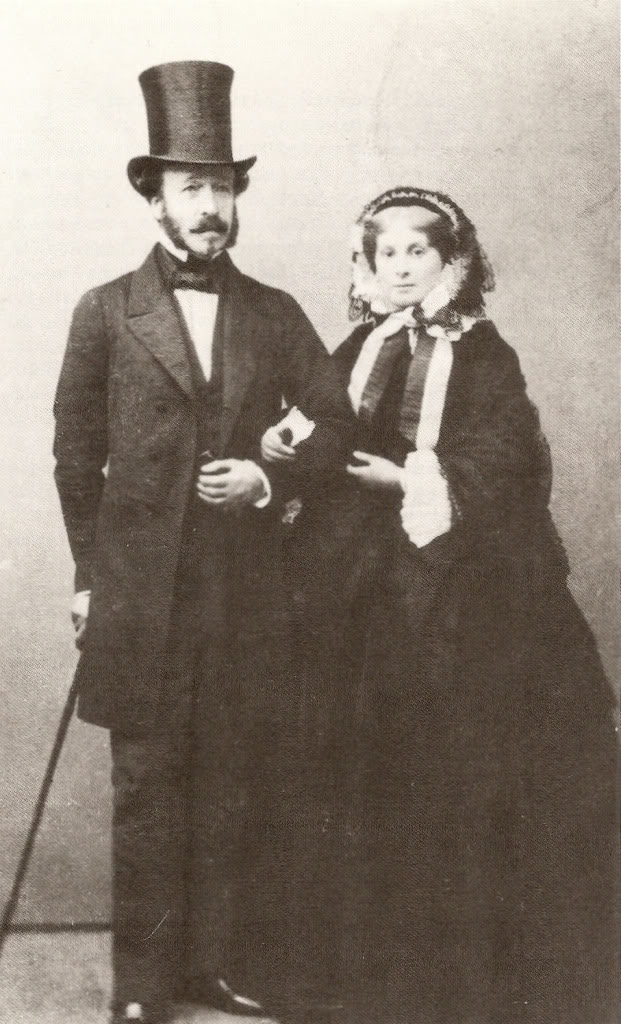
Charles de Morny e la principessa Sof'ja Sergeevna Trubeckaja

Nel 1856, dopo essere stato mandato come inviato speciale all'incoronazione di Alessandro II di Russia, sposò a San Pietroburgo il 7 gennaio 1857 la principessa Sof'ja Sergeevna Trubeckaja (Mosca, 25 marzo 1836 – 8 agosto 1896), unica figlia del principe Sergej Vasil'evič Trubeckoj (1814 - 12 maggio/30 aprile 1859) e di sua moglie Ekaterina Petrovna Mussina-Pushkina (1º febbraio 1816 - c. 1897). Le connessioni della moglie rafforzarono notevolmente la sua posizione sociale. Sof'ja era giuridicamente figlia del principe Sergej Vasil'evič Trubeckoj, ma potrebbe essere stata la figlia illegittima di Nicola I di Russia.

### Duca di Morny
L'8 luglio 1862 Morny fu nominato Duca. Si dice che egli aspirasse al trono del Messico e che la spedizione francese inviata a collocare l'arciduca Massimiliano sul trono era spinta dal desiderio di Napoleone III di contrastare questa ambizione.
In ogni caso, a dispetto delle controversie occasionali, l'influenza di Morny sull'Imperatore rimase grande, e le politiche liberali che egli auspicò gli permisero di servire la causa imperiale attraverso la sua influenza sui leader dell'opposizione, il più importante dei quali, Émile Ollivier, fu distaccato dai suoi colleghi grazie ai suoi sforzi.

### Morte

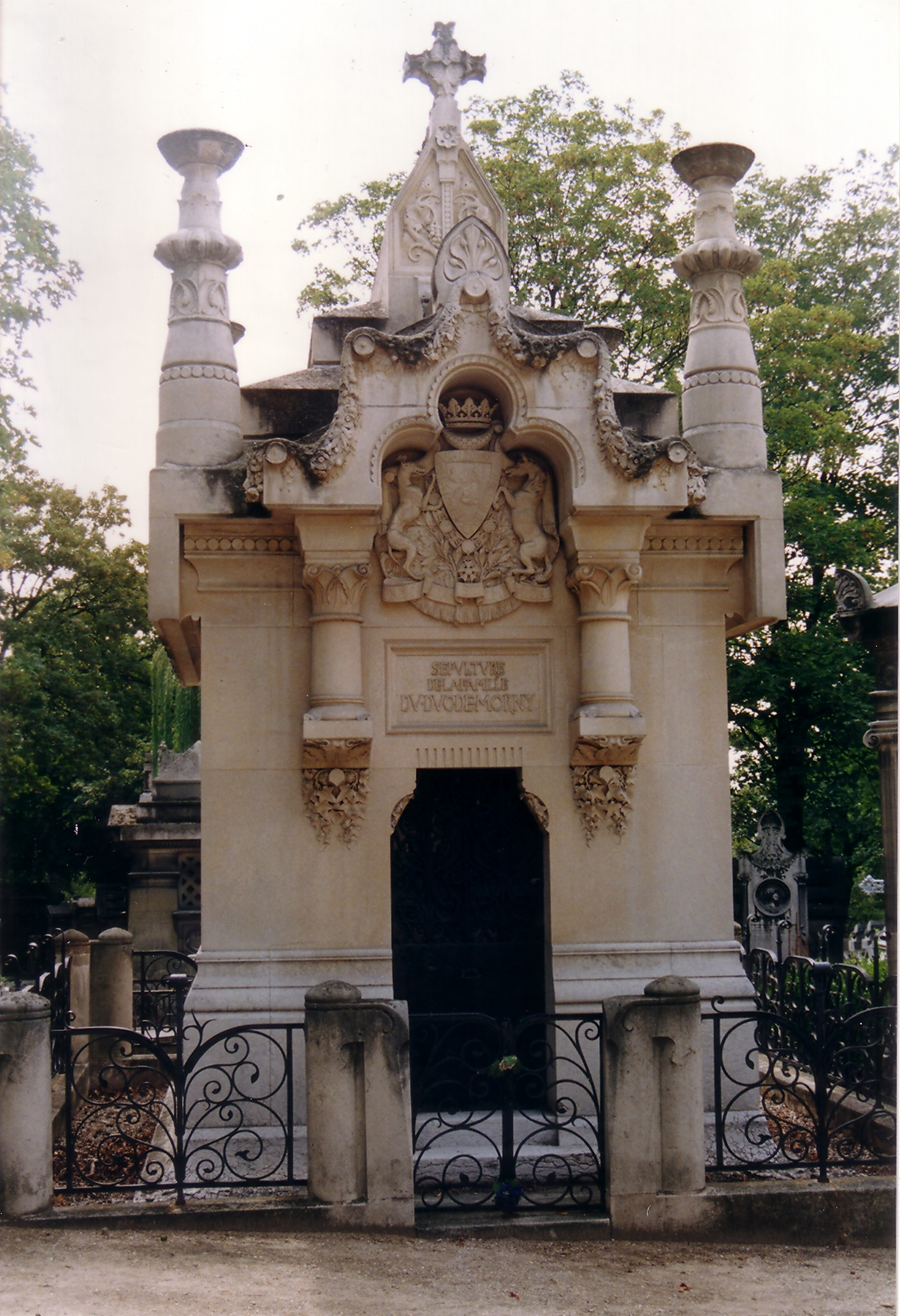
Tomba del duca Charles de Morny nel cimitero di Père-Lachaise, Parigi

Mentre stava gettando le basi dell '"impero liberale", la sua salute peggiorò e fu ulteriormente danneggiato da dottori ciarlatani. L'Imperatore e l'Imperatrice lo visitarono poco prima della sua morte, avvenuta a Parigi il 10 marzo 1865.
Il Duca di Morny fu sepolto nel cimitero di Père-Lachaise di Parigi.

## Nella letteratura
La figura di Morny compare diverse volte, in modo più o meno esplicito, nelle opere dei contemporanei o dei posteri. Balzac, nella Commedia umana, vi si ispira per il personaggio di De Marsay, mentre in Zola lo si può riconoscere, nel romanzo Sua Eccellenza Eugène Rougon (1876), nel presidente d'assemblea Marsy. A questi due ritratti, sostanzialmente negativi, si aggiunge quello esplicitamente e duramente critico di Victor Hugo, che nell'Histoire d'un crime (1877) lo dipinge a tinte fosche.
Morny, scrive Hugo, era un uomo «che aveva tutta la frivolezza conciliabile con l'assassinio, che avrebbe potuto essere dipinto da Marivaux, a condizione d'essere ripreso da Tacito, senza coscienza, d'una eleganza irreprensibile, infame ed amabile, al bisogno un duca perfetto: ecco il ritratto di questo malfattore».
Alphonse Daudet, che di Morny fu segretario tra il 1860 e il 1865, lo traspone nei panni del duc de Mora, di cui traccia un profilo positivo, definendolo, nel romanzo Le Nabab (1877), «la più brillante incarnazione dell'Impero».

## Discendenza
Charles de Morny e la principessa Sof'ja Sergeevna Trubeckaja ebbero quattro figli:
- Marie Eugenie de Morny (1857–1883), che sposò un nobile spagnolo, José Ramón Gil Francisco de Borja Nicolás Osório y de Heredia, 9º Conte de La Corzana (1854–1919), nel 1877 a Madrid, ed ebbe un figlio:
  - José Osorio y de Morny, 10º Conte de La Corzana (Madrid, 1878 - Madrid, 1919). Sposò María de la Purificación Dorticos-Marín y León, Marchesa di Marín (1878–1928), nel 1902 a Madrid. Non ebbe figli.
- Auguste Charles Louis Valentin de Morny (1859–1920), che successe a suo padre come 2º duca di Morny. Sposò Carlota de Guzmán-Blanco y de Ybarra (Caracas, 1869 - Courbevoie, 1939) nel 1886 a Parigi ed ebbe tre figli:
  - Auguste de Morny, 3º duca di Morny (1889–1935), celibe e senza figli.
  - Antoine de Morny, 4º duca di Morny (1896–1943), celibe e senza figli.
  - Anna Teresa de Morny (1890–1924), nubile e senza figli.
- Serge de Morny (1861–1922), che morì senza figli.
- Sophie Mathilde (Missy) de Morny (1863–1944), che sposò Jacques Godart, marchese di Belbeuf (1850–1906) nel 1881 a Madrid e divorziò da lui nel 1903. Creò uno scandalo a cavallo del XX secolo per la sua relazione lesbica con la romanziera francese Colette, che aveva assunto per lavoro nelle sale di musica di Parigi nel 1906 sotto la sua ala, e con la quale si legò sentimentalmente. Nel 1907 le due si esibirono insieme in una pantomima dal titolo Rêve d'Égypte al Moulin Rouge. Il loro bacio sul palco quasi causò una rivolta, che la polizia fu chiamata a reprimere. Come risultato di questo scandalo, ulteriori rappresentazioni di Rêve d'Égypte furono vietate e Colette e de Morny non poterono più vivere apertamente insieme, anche se la loro relazione continuò complessivamente cinque anni.[6]

Il Duca ebbe, inoltre, da una relazione adulterina con la contessa Fanny Mosselman, una figlia illegittima: 
- Louise Le Hon (15 luglio 1838 – 9 febbraio 1931), che sposò a Parigi l'11 giugno 1856 Stanislaus August Friedrich Joseph Telemach Luci, in seguito Poniatowski. Uno dei loro discendenti è la giornalista messicana Elena Poniatowska.

## Ascendenza
|                                                 |                         |                                         | Genitori                                    |  |  | Nonni |  |  | Bisnonni                                    |  |  | Trisnonni                              |  |
|                                                 |                         |                                         |                                             |  |  |       |  |  | Conte Charles Daniel de Talleyrand-Périgord |  |  | Marchese Daniel de Talleyrand-Périgord |  |
|                                                 |                         |                                         |                                             |  |  |       |  |  | Conte Charles Daniel de Talleyrand-Périgord |  |  | Marchese Daniel de Talleyrand-Périgord |  |
|                                                 |                         | Marie Elisabeth Chamillart              |                                             |  |  |       |  |  | Conte Charles Daniel de Talleyrand-Périgord |  |  |                                        |  |
| Principe Charles Maurice de Talleyrand-Périgord |                         |                                         |                                             |  |  |       |  |  | Conte Charles Daniel de Talleyrand-Périgord |  |  |                                        |  |
|                                                 |                         | Alexandrine Victoire Eléonore de Damas  | Marchese Joseph-François de Damas d'Antigny |  |  |       |  |  |                                             |  |  |                                        |  |
|                                                 |                         | Alexandrine Victoire Eléonore de Damas  | Marchese Joseph-François de Damas d'Antigny |  |  |       |  |  |                                             |  |  |                                        |  |
|                                                 |                         | Alexandrine Victoire Eléonore de Damas  | Contessa Judith de Vienne di Commarin       |  |  |       |  |  |                                             |  |  |                                        |  |
| Charles Joseph, conte de Flahaut                |                         | Alexandrine Victoire Eléonore de Damas  |                                             |  |  |       |  |  |                                             |  |  |                                        |  |
|                                                 |                         | Luigi XV di Francia                     | Luigi di Borbone-Francia                    |  |  |       |  |  |                                             |  |  |                                        |  |
|                                                 |                         | Luigi XV di Francia                     | Luigi di Borbone-Francia                    |  |  |       |  |  |                                             |  |  |                                        |  |
|                                                 |                         | Luigi XV di Francia                     | Maria Adelaide di Savoia                    |  |  |       |  |  |                                             |  |  |                                        |  |
| Marchesa Adelaide Filleul de Souza-Botelho      |                         | Luigi XV di Francia                     |                                             |  |  |       |  |  |                                             |  |  |                                        |  |
|                                                 |                         | Marie Irène Cathérine de Buisson        | Jacques du Buisson, Signore di Longpré      |  |  |       |  |  |                                             |  |  |                                        |  |
|                                                 |                         | Marie Irène Cathérine de Buisson        | Jacques du Buisson, Signore di Longpré      |  |  |       |  |  |                                             |  |  |                                        |  |
|                                                 |                         | Marie Irène Cathérine de Buisson        | Irène de Séran de La Tour                   |  |  |       |  |  |                                             |  |  |                                        |  |
| Duca Charles de Morny                           |                         | Marie Irène Cathérine de Buisson        |                                             |  |  |       |  |  |                                             |  |  |                                        |  |
|                                                 | François de Beauharnais | Claude de Beauharnais                   |                                             |  |  |       |  |  |                                             |  |  |                                        |  |
|                                                 | François de Beauharnais | Claude de Beauharnais                   |                                             |  |  |       |  |  |                                             |  |  |                                        |  |
|                                                 | François de Beauharnais | Renée Hardouineau                       |                                             |  |  |       |  |  |                                             |  |  |                                        |  |
| Alexandre de Beauharnais                        | François de Beauharnais |                                         |                                             |  |  |       |  |  |                                             |  |  |                                        |  |
|                                                 |                         | Marie Henriette Pyvart de Chastullé     | François Jacques Pyvart de Chastullé        |  |  |       |  |  |                                             |  |  |                                        |  |
|                                                 |                         | Marie Henriette Pyvart de Chastullé     | François Jacques Pyvart de Chastullé        |  |  |       |  |  |                                             |  |  |                                        |  |
|                                                 |                         | Marie Henriette Pyvart de Chastullé     | Jeanne Hardouineau de Landanière            |  |  |       |  |  |                                             |  |  |                                        |  |
| Ortensia di Beauharnais                         |                         | Marie Henriette Pyvart de Chastullé     |                                             |  |  |       |  |  |                                             |  |  |                                        |  |
|                                                 |                         | Joseph-Gaspard de Tascher de la Pagerie | Gaspar José Tascher de La Pagerie           |  |  |       |  |  |                                             |  |  |                                        |  |
|                                                 |                         | Joseph-Gaspard de Tascher de la Pagerie | Gaspar José Tascher de La Pagerie           |  |  |       |  |  |                                             |  |  |                                        |  |
|                                                 |                         | Joseph-Gaspard de Tascher de la Pagerie | Marie Françoise Bourdeau de La Chevalerie   |  |  |       |  |  |                                             |  |  |                                        |  |
| Giuseppina di Beauharnais                       |                         | Joseph-Gaspard de Tascher de la Pagerie |                                             |  |  |       |  |  |                                             |  |  |                                        |  |
|                                                 |                         | Rose-Claire des Vergers de Sanois       | Joseph-François des Vergers de Sanois       |  |  |       |  |  |                                             |  |  |                                        |  |
|                                                 |                         | Rose-Claire des Vergers de Sanois       | Joseph-François des Vergers de Sanois       |  |  |       |  |  |                                             |  |  |                                        |  |
|                                                 |                         | Rose-Claire des Vergers de Sanois       | Marie Browne                                |  |  |       |  |  |                                             |  |  |                                        |  |
|                                                 |                         | Rose-Claire des Vergers de Sanois       |                                             |  |  |       |  |  |                                             |  |  |                                        |  |